# Witynie
Witynie est un village polonais de la gmina de Jedwabne dans le powiat de Łomża et dans la voïvodie de Podlachie. Il se situe à environ 8 kilomètres au sud de Jedwabne, à 28 kilomètres au nord-ouest de Łomża et à 59 kilomètres au nord-ouest de Białystok. 